# 笠岡市立北木中学校
笠岡市立北木中学校（かさおかしりつ きたぎちゅうがっこう）は、岡山県笠岡市北木島にある公立中学校。

## 概要
北木島にある唯一の中学校である。2020年4月より休校中である。

## 教育目標
知・徳・体の調和のとれた生きる力をもった生徒の育成
- 意欲的に真理を探究する生徒
- 自他ともに大切にする生徒
- 根気強く取り組む生徒

## 学校行事
| - 4月 始業式 - 5月 - 6月 - 7月 終業式 - 8月 - 9月 始業式 | - 10月 文化祭 - 11月 小中交流事業 - 12月 終業式 - 1月 始業式 - 2月 - 3月 終業式 |

## 部活動
- バドミントン部

## 通学区域
- 笠岡市北木島町全域[3]

## 進学前小学校
- 笠岡市立北木小学校[4]

## 交通
- 住吉港にて、三洋汽船佐柳本浦航路に乗船し、大浦港で下船。
- 大浦港より徒歩10分

## 北木石記念室
校内には、石の島として栄えた北木島の歴史を紹介する北木石記念室がある。そこには、石材産業で使用されていた道具が展示されている。道具は、国の登録有形民俗文化財に登録されている。

## 関係者

### 出身者
- 大悟（お笑い芸人、千鳥）